# 엠파이어 오브 더 선
엠파이어 오브 더 선(Empire of the Sun)은 2007년 결성한 오스트레일리아의 전자 음악 듀오이다.